# Бергуэ-Вьельнав
Бергуэ́-Вьельна́в (фр. Bergouey-Viellenave) — коммуна во Франции, находится в регионе Новая Аквитания. Департамент — Атлантические Пиренеи. Входит в состав кантона Пеи-де-Бидаш, Амикюз и Остибар. Округ коммуны — Байонна.
Код INSEE коммуны — 64113.

## География

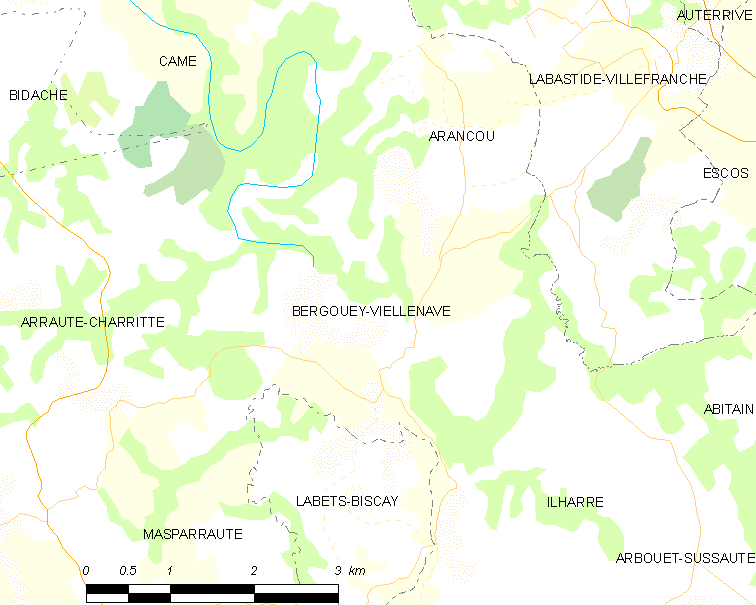
Карта коммуны

Коммуна расположена приблизительно в 660 км к юго-западу от Парижа, в 165 км южнее Бордо, в 60 км к западу от По.
По территории коммуны протекает река Бидуз.

## Климат
Климат тёплый океанический. Зима мягкая, средняя температура января — от +5°С до +13°С, температуры ниже −10 °C бывают редко. Снег выпадает около 15 дней в году с ноября по апрель. Максимальная температура летом порядка 20-30 °C, выше 35 °C бывает очень редко. Количество осадков высокое, порядка 1100 мм в год. Характерна безветренная погода, сильные ветры очень редки.

## Население
Население коммуны на 2010 год составляло 127 человек.
| 1962 | 1968 | 1975 | 1982 | 1990 | 1999 | 2010 |
| ---- | ---- | ---- | ---- | ---- | ---- | ---- |
| 122  | 151  | 137  | 146  | 120  | 112  | 127  |

## Администрация
| Период | Период | Фамилия             | Партия | Примечания |
| ------ | ------ | ------------------- | ------ | ---------- |
| 1995   | 2001   | Элиза Бержере       |        |            |
| 2001   | 2020   | Жан-Паскаль Ларроде |        |            |

## Экономика
В 2010 году среди 65 человек трудоспособного возраста (15-64 лет) 55 были экономически активными, 10 — неактивными (показатель активности — 84,6 %, в 1999 году было 68,1 %). Из 55 активных жителей работали 49 человек (30 мужчин и 19 женщин), безработных было 6 (2 мужчин и 4 женщины). Среди 10 неактивных 1 человек был учеником или студентом, 5 — пенсионерами, 4 были неактивными по другим причинам.

## Достопримечательности
- Замок Грамон (XII век)
- Церковь Св. Иакова (XIII век). Исторический памятник с 1920 года[4]
- Церковь Успения Божьей Матери (XIX век)[5]